# راي هندريك
راي هندريك (بالإنجليزية: Ray Hendrick) هو سائق سيارة سباق أمريكي، ولد في 1 أبريل 1929 في ريتشموند في الولايات المتحدة، وتوفي في 28 سبتمبر 1990 بسبب سرطان.

## وصلات خارجية
- راي هندريك على موقع Racing-Reference.info (الإنجليزية)
- راي هندريك على موقع قاعة فرجينيا للمشاهير الرياضية (الإنجليزية)